# Торп, Льюис
Льюис Торп (англ. Lewis Thorpe, 23 ноября 1995, Мельбурн) — австралийский бейсболист, питчер клуба Главной лиги бейсбола «Миннесота Твинс».

## Карьера
Льюис Торп родился 23 ноября 1995 года в Мельбурне. Бейсболом начал заниматься в академии клуба «Мельбурн Эйсиз». В июле 2012 года Торп в статусе международного свободного агента подписал семилетний контракт с «Миннесотой», сумма бонуса игроку составила 500 тысяч долларов.
В сезоне 2013 года Льюис начал выступления за фарм-клуб «Твинс» в Лиге Галф-Кост. В чемпионате он провёл на поле сорок четыре иннинга, сделав шестьдесят четыре страйкаута при всего шести уоках. В ноябре Торп дебютировал за «Эйсиз» в Австралийской бейсбольной лиге. В составе «Мельбурна» он провёл семь игр в качестве стартового питчера с пропускаемостью 2,45. По итогам сезона 2013/14 Льюис был признан Новичком года в АБЛ. Вернувшись в США, он до июня 2014 года занимался по индивидуальной программе, а затем был переведён в А-лигу в состав «Сидар-Рапидс Кернелс». Уже после завершения сезона, в сентябре, Торп начал испытывать боли в локте. В марте 2015 года он перенёс операцию по восстановлению связок локтя.
Восстанавливаясь, Льюис полностью пропустил два сезоне. На поле он вернулся в 2017 году, провёл чемпионат в составах «Форт-Майерс Миракл» и «Чаттануга Лукаутс». В шестнадцати играх стартовым питчером пропускаемость Торпа составила 3,52. По ходу сезона 2018 года руководство клуба перевело его в ААА-лигу в «Рочестер Ред Уингз». Всего за год Льюис сыграл в двадцати шести матчах, все кроме одного начал в стартовом составе команды. По итогам сезона он был признан Питчером года в системе фарм-клубов «Миннесоты».
30 июня 2019 года Торп был переведён в основной состав «Твинс» и дебютировал в Главной лиге бейсбола в игре против «Чикаго Уайт Сокс».